# Universidade de Vitória
A Universidade de Vitória (em inglês: University of Victoria) é uma universidade do Canadá situada na cidade de Vitória, Colúmbia Britânica. Em 2009 era frequentada por cerca de 22 400 estudantes. Esta universidade é particularmente notável pelas suas Faculdades de Direito e de Economia, ambas consideradas entre as melhores do Canadá. A Faculdade de Economia (designada por Peter B. Gustavson School of Business) está fortemente orientada para o ensino internacional, estando associada com mais de 40 universidades e escolas de negócios.